# Катериновка (Ахтырский район)
Катериновка (укр. Катеринівка) — село, Кириковская поселковая община, Ахтырский район, Сумская область, Украина.
Код КОАТУУ — 5921284402. Население по переписи 2001 года составляло 11 человек.

## Географическое положение
Село Катериновка находится на правом берегу реки Рябинка, выше по течению на расстоянии в 3,5 км расположено село Воскресеновка, ниже по течению на расстоянии в 4,5 км расположено село Рябина, на противоположном берегу — сёла Яблочное и Майское. Река в этом месте извилистая, образует лиманы и заболоченные озёра.